# Манеки-Неко (рассказ)
«Манеки-неко» (англ. Maneki Neko) — рассказ Брюса Стерлинга, написанный в 1998 году.
История о Японии будущего. Рассказ об образе жизни человечества в условиях глобального развития Сети. Название рассказа происходит от названия популярной японской скульптуры «Кот удачи» — «Манеки-Неко».
Входит в сборник «Старомодное будущее».
В 2003м году был зачитан в радиопередаче Модель для сборки.
Награды и премии: Locus Award, 1998 // Рассказ (Short Story)